# Porto Velho Esporte Clube
O Porto Velho Esporte Clube (inicialmente chamado de 14 Bis), atualmente Gazin Porto Velho Esporte Clube por questões de patrocínio, é um clube brasileiro de futebol profissional, sediado na cidade de Porto Velho no estado de Rondônia, sob a atual direção de Jedson Lobo. 

## História
A história da Locomotiva começou em 28 de setembro de 2014 com o nome "Atlético Clube 14 Bis" em homenagem à aeronave do Pai da Aviação, Santos Dumont, e formada por militares da Base Aérea mas também por outros jogadores profissionais. Após conquistar títulos e boas campanhas nos torneios amadores, a equipe conseguiu se profissionalizar em 23 de abril de 2018, agora chamado Porto Velho, como sempre desejava Jeanderson Maranhão, fundador e então presidente da equipe.
A primeira competição que disputou foi o Rondoniense Feminino daquele ano, onde conquistou o torneio ao vencer o Real Ariquemes por 2–0 na final. Pelo masculino, foi o Rondoniense de 2019 onde chegou até as semifinais. Seu primeiro jogo profissional foi um 4–0 contra o Guajará. Ainda em 2019, pelo feminino, estreou na Série A2 do Brasileirão mas após avançar de fase foi logo eliminado pelo Palmeiras, mesmo assim, a temporada consolidou o clube no cenário estadual e nacional em ambas categorias.
Em 2020, o clube conquistou o seu primeiro título profissional da história. Após terminar na liderança de seu grupo com 18 pontos, nas semifinais avançou do União Cacoalense pelas penalidades e na final enfrentou o Real Ariquemes, onde venceu por 3–1 no placar agregado, marcou o início da rivalidade com o clube ariquemense e deu vaga às primeiras competições nacionais masculinas: Série D e Copa do Brasil do ano seguinte, além de uma vaga na Copa Verde, torneio regional.
Em 2021, não passou de fase em nenhuma competição nacional, como na Copa do Brasil onde foi eliminado pelo Ferroviário-CE (1–0). Pela Série D, seu primeiro jogo foi um empate contra o União Rondonópolis (1–1). Na Copa Vede, avançou do Sinop mas foi eliminado nas oitavas de final. Pelo menos, conquistou seu segundo título estadual ao vencer o Real Ariquemes por 5–3 nas penalidades após um empate em 2–2 no agregado. Também fez uma parceria com o Fast Clube, enviando boa parte do elenco ao Campeonato Amazonense daquele ano. Em 2023, conquistou seu terceiro título estadual ao vencer o Ji-Paraná na decisão por 1–0 no agregado, além de na base marcar sua estreia na Copinha, mesmo não avançando de fase.
Em 2024, o clube investiu na melhoria da estrutura para ter melhor desempenho, como na Copa do Brasil onde fez um feito histórico e avançou de fase ao vencer o Remo por 1–0, embora eliminado logo na segunda fase. Com a crescente visibilidade, conseguiu vendeu seus naming rights à Gazin em um contrato avaliado em R$ 5.000.000 por 5 anos. Pela Copa Verde, foi eliminado pelo Cuiabá na segunda fase, e na Série D, avançou até as oitavas até ser eliminado pelo Itabaiana.
Em 2025, conquistou seu quarto título estadual frente o Guaporé, na Copa do Brasil avançou do Cuiabá e foi eliminado pelo Capital-DF, e na Série D não avançou de fase.

## Títulos
| ESTADUAIS | ESTADUAIS                       | ESTADUAIS | ESTADUAIS                    |
|           | Competição                      | Titúlos   | Temporadas                   |
|           | Campeonato Rondoniense          | 5         | 2020, 2021, 2023, 2024, 2025 |
|           | Campeonato Rondoniense Feminino | 2         | 2018, 2023                   |
|           | Campeonato Rondoniense Sub20    | 1         | 2024                         |
| --------- | ------------------------------- | --------- | ---------------------------- |

## Figuras Históricas
Ao longo de sua trajetória, o Gazin Porto Velho contou com importantes figuras que contribuíram para seu crescimento e sucesso. Entre elas, destacam-se:

## Maiores Artilheiros
1. Emerson Bacas (16 Gols)
2. Luan Viana (15 Gols)
3. Ariel (10 Gols)
4. Mauricio Leal (9 Gols)
5. Fagner (8 gols)
6. Marco Goiano (8 Gols)
7. Rennã (6 Gols)
8. Johnnatan (5 Gols)
9. Erivan (5 Gols)
10. Rodney (4 Gols)

(atualizado 31/01/2025)

## Jogadores com mais partidas
1. Mauricio Leal (71 Jogos)
2. Emerson Bacas (67 jogos)
3. Sorbara (60 Jogos)
4. Lucas Bala (55 Jogos)
5. Fagner (51 Jogos)
6. Caio Vinicius (50 Jogos)
7. Lagoa (46 Jogos)
8. Douglas (43 Jogos)
9. Ariel (36 Jogos)
10. Digão (35 Jogos)

(atualizado 31/01/2025)

## Estatísticas

### Participações
|  | Participações em 2026 |

| Competição | Competição             | Temporadas | Melhor campanha            | Estreia | Última | P | R |
| Rondônia   | Campeonato Rondoniense | 8          | Campeão (5 vezes)          | 2019    | 2026   |   | – |
|            | Copa Verde             | 4          | Oitavas de final (3 vezes) | 2021    | 2026   |   |   |
| Brasil     | Série D                | 5          | 11º colocado (2024)        | 2021    | 2026   | – |   |
| Brasil     | Copa do Brasil         | 5          | 2ª fase (2024 e 2025)      | 2021    | 2026   |   |   |

### Temporadas
Legenda:
| Campeão. Vice-campeão. Eliminado na semifinal. | Classificado à Copa Libertadores da América pela campanha no Campeonato Brasileiro. Classificado à Copa Libertadores da América pelo título da Copa do Brasil ou Copa Libertadores. Classificado à Copa Sul-Americana. | Rebaixado à divisão inferior. Campeão e promovido à divisão superior. Promovido à divisão superior. |